# 우네노역
우네노역(일본어: 畦野駅, うねのえき)은 일본 효고현 가와니시시에 있는 노세 전철 묘켄 선의 역이다. 역 번호는 NS09이다.

## 역사
- 1923년 11월 3일: 영업 개시.
- 1974년 5월 19일: 현재 위치로 이전.

## 역 구조
상대식 승강장 2면 2선의 지상역이다. 승강장의 중간에는 도로가 오버 교차하고 있다.
역사는 교상 역사로, 역 동쪽 출구 측은 고지대이며, 개찰구와 같은 높이의 역전 광장이 있고, 버스 터미널도 있다.
2010년 배리어 프리화 공사가 완성되어 엘리베이터와 다기능 화장실 2단식 난간이 신설되었다. 두 승강장은 오래 전부터 설치된 상하 양방향의 에스컬레이터와 함께 노세 전철의 역에서 가장 배리어 프리화된 역이다. 화장실은 개찰 내에 있는 승강장의 에스컬레이터 밑에 대합실이 있다. 개찰 외의 동구 쪽에는 다방이 세입자로서 입주하고 있다.
8량 편성의 특급 "닛세이 익스프레스"의 정차역이어서 두 승강장의 유효 길이는 8량이다. 승강장의 남단은 터널(우네노 터널)과 접촉된다. 본 역에는 닛세이 익스프레스를 포함한 노세 전철의 모든 영업 열차가 정차하지만 2008년에 자동 방송이 정비될 때까지는 열차 안내 시설이 없었다.

## 역 주변
- 코프 고베
- 일본우편 주식회사 가와니시키타 우체국

## 인접역
| 노세 전철 ■ 묘켄 선           | 노세 전철 ■ 묘켄 선        | 노세 전철 ■ 묘켄 선           |
| ----------------------------- | -------------------------- | ----------------------------- |
| NS07 히라노 우메다 방면       | ■ 특급 "닛세이 익스프레스" | 야마시타 NS10 닛세이추오 방면 |
| NS08 이치노토리이 우메다 방면 | ■ 보통                     | 야마시타 NS10 묘켄구치 방면   |